# Martin Bertsch
Martin Bertsch (* 11. November 1860 in Markgröningen; † 27. Juni 1919 in Ludwigsburg) war ein deutscher Verwaltungsjurist.

## Leben
Bertsch war ein Sohn von Friedrich Bertsch (1825–1881), (Gefängnis-)Pfarrer in Markgröningen und Ludwigsburg, und seiner Frau Bertha Gottliebin, geb. Wein (1829–1888). Ein Bruder war der Pfarrer und Schriftsteller Albert Julius Bertsch (1862–1939). Er besuchte das Lyzeum in Ludwigsburg und die Seminare Schöntal und Urach. 1879 nahm er das Studium der Rechtswissenschaften an der Universität Tübingen auf, das er 1883 mit der Promotion zum Dr. jur. abschloss. Er war Mitglied der Verbindung Normannia Tübingen. 1883 bestand er die erste, 1884 die zweite höhere Dienstprüfung.
Bis 1886 wurde Bertsch als stellvertretender Amtmann bei den Oberämtern Ludwigsburg, Esslingen, Böblingen und Künzelsau eingesetzt. Seine erste feste Anstellung erhielt er 1886 als Amtmann beim Oberamt Maulbronn. 1887 wechselte er in gleicher Stellung zum Oberamt Calw. 1891 bis 1894 war er Kollegialhilfsarbeiter bei der Regierung des Schwarzwaldkreises in Reutlingen. 1894 wurde er Oberamtmann des Oberamts Waiblingen, ab 1903 mit dem Titel eines Regierungsrat. Von 1904 bis 1919 war er Oberamtmann des Oberamts Ludwigsburg, seit 1917 mit dem Titel eines Oberregierungsrats.

## Auszeichnungen
- Ritterkreuz 1. Klasse des Friedrichs-Ordens
- Silberne Karl-Olga-Medaille
- Preußische Rote-Kreuz-Medaille 2. und 3. Klasse
- Militärverdienstkreuz mit dem Roten Kreuz des Fürsten zu Schaumburg-Lippe
- Ritterkreuz des Ordens der Württembergischen Krone
- Wilhelmskreuz
- Verdienstkreuz für Kriegshilfe
- Eisernes Kreuz am weiß-schwarzen Bande